# Fleurac (Dordoña)
 Fleurac  (en occitano ) es una población y comuna francesa, situada en la región de Aquitania, departamento de Dordoña, en el distrito de Sarlat-la-Canéda y cantón de Le Bugue.

## Demografía
| 323 | 285 | 239 | 219 | 220 | 221 |
| Para los censos de 1962 a 1999 la población legal corresponde a la población sin duplicidades (Fuente: INSEE [Consultar]) |     |     |     |     |     |